# 슈퍼빌런

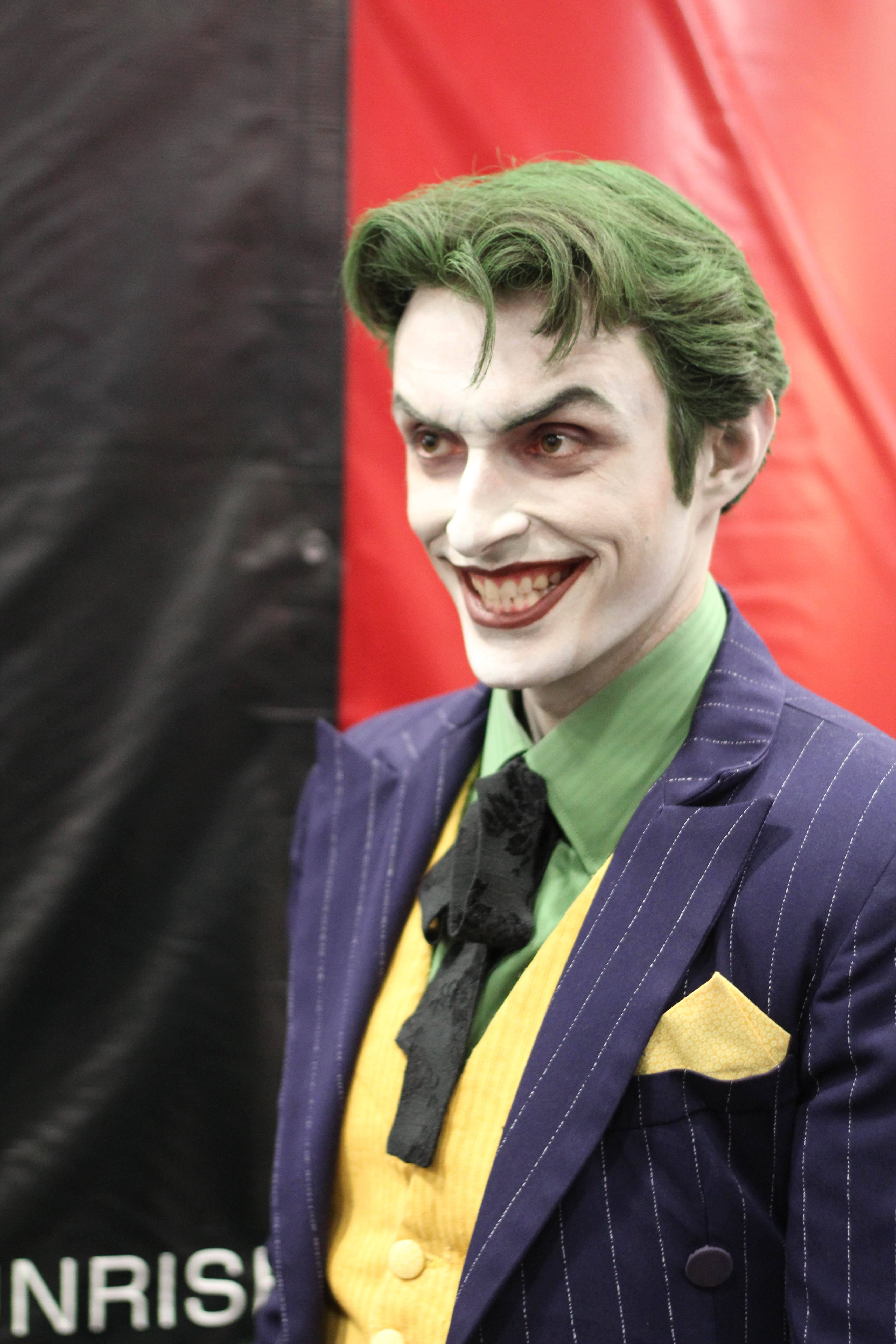
조커는 만화책 속 슈퍼빌런의 한 예이다.

슈퍼빌런(영어: Supervillain)은 슈퍼히어로에 대치되는 캐릭터로, 주로 슈퍼히어로들을 방해하거나 위협을 가한다. 미국 만화에서 흔히 볼 수 있는 악의적인 정형적 인물의 일종이다.

## 저명한 슈퍼빌런
조커 (DC 코믹스), 렉스 루터, 닥터 둠, 매그니토, 데스스트로크, 그린 고블린, 베놈 (마블 코믹스), 로키 (마블 코믹스), 타노스, 블랙 만타, 블랙 아담, 레드 스컬, 울트론, 라스 알 굴 등이 영화와 텔레비전에서 각색된 만화책 속 저명한 남성 슈퍼빌런이다. 일부 저명한 여성 슈퍼빌런으로는 캣우먼, 할리 퀸, 포이즌 아이비 (DC 코믹스), 미스티크, 헬라 (마블 코믹스), 바이퍼 (마담 하이드라), 치타 등이 있다.

## 같이 보기
- 대적
- 범죄
- 다크로드
- 매드 사이언티스트